# Сахалинская
Сахалинская — река в Ханты-Мансийском АО России. Впадает в Обь справа через протоку Чеснова и Большую Боровую протоку. Длина реки составляет 79 км, площадь водосборного бассейна 508 км².
Высота истока — 79,2 м над уровнем моря. Высота устья — 23 м над уровнем моря.

## Притоки
- Сахалинка (лв)
- Айсап (пр)
- Ай-Сохалъяха (пр)

## Данные водного реестра
По данным государственного водного реестра России относится к Верхнеобскому бассейновому округу, водохозяйственный участок реки — Обь от города Нефтеюганск до впадения реки Иртыш, речной подбассейн реки — Обь ниже Ваха до впадения Иртыша. Речной бассейн реки — (Верхняя) Обь до впадения Иртыша.
Код объекта в государственном водном реестре — 13011100212115200049592.